# Прагерманский язык
Прагерма́нский язы́к — гипотетически восстанавливаемый язык-предок германских языков.

## Прародина
До распада праиндоевропейской языковой общности предки германцев (наряду с предками славян и балтов) входили в число племён, относимых к археологической культуре боевых топоров. В эпоху бронзового века, начало и завершение процесса выделения прагерманского языка примерно соответствует по времени существованию на территории Южной Скандинавии и Ютландского полуострова археологической культуры нордического бронзового века (IV—VI периоды соответствуют 1100—530 годам до н. э.).
Прародиной носителей прагерманского языка считается регион, включающий в себя южную Скандинавию, Данию и северную Германию. Индоевропейцы заселили эту территорию предположительно около 1000 года до н. э., ассимилировав местное население (П. Рамат датирует этот процесс 1200—900 гг. до н. э.). К 500 году до н. э. прагерманцы расселились более широко, заняв территории от Северного моря до Вислы на востоке и Рейна на западе.
На севере прагерманцы граничили с финскими племенами, на западе с кельтами, на востоке с балтами и славянами, на юго-востоке, вероятно, с венетами и иллирийцами.
Носителей позднего прагерманского языка обычно ассоциируют с культурами так называемого доримского железного века (по классификации О. Монтелиуса), среди которых ведущее место занимала ясторфская культура.

## Распад и диалектное членение
Германские языки традиционно делят на три группы: восточную (готский, вандальский, бургундский), западную (английский, шотландский, фризский, нидерландский, африкаанс, идиш, немецкий, люксембургский) и северную (исландский, фарерский, норвежский, датский, шведский). Распад прагерманского языка связывают с уходом готов, вандалов и бургундов с территории прародины на юг.
После отделения восточной ветви северо- и западногерманские языки пережили ряд общих инноваций. Сюда относятся:
- переход z → r: др.-в.-нем. mēro, др.-исл. meiri при готск. maiza «больше»;
- понижение артикуляции ē: др.-англ. mæ̅ce, др.-исл. mæ̅kir при готск. mēki.

## Лингвистическая характеристика

### Фонетика и фонология

#### Согласные
Для праиндоевропейского языка традиционно реконструируется следующая система смычных согласных:
|                  | Глухие | Звонкие | Звонкие придыхательные |
| ---------------- | ------ | ------- | ---------------------- |
| Губные           | p      | b       | bʰ                     |
| Зубные           | t      | d       | dʰ                     |
| Палатовелярные   | ḱ      | ǵ       | ǵʰ                     |
| Простые велярные | k      | g       | gʰ                     |
| Лабиовелярные    | kʷ     | gʷ      | gʷʰ                    |

В прагерманском языке эта система подверглась полной перестройке по закону Гримма:
| Спирантизация глухих | Оглушение звонких | Спирантизация звонких придыхательных |
| -------------------- | ----------------- | ------------------------------------ |
| *p → f               | *b → p            | *bʰ → *b                             |
| *t → þ               | *d → t            | *dʰ → *d                             |
| *k → x               | *g → k            | *gʰ → g                              |
| *kʷ → xʷ             | *gʷ → kʷ          | *gʷʰ → gʷ                            |

Следующая крупная перестройка связана с действием закона Вернера, который формулируют следующим образом: возникшие в результате германского передвижения согласных глухие щелевые согласные h, þ, f, а также сохранившееся индоевропейское s озвончаются в случае, если непосредственно предшествующий гласный не имел на себе индоевропейского главного ударения. Озвончения не происходило в начальной позиции и в сочетаниях xt (ht), xs (hs), ft, fs, sk, st, sp, ss.
Индоевропейские слоговые сонорные в прагерманском языке слоговость утратили, распавшись на сочетания *un, *um, *ur, *ul:
- пра-и.е. *sm̥H- → *sumaraz «лето»;
- пра-и.е. *dn̥ǵʰwéh2- → *tungōn- «язык»;
- пра-и.е. *wĺ̥kʷos → *wulfaz «волк»;
- пост.-пра-и.е. *wŕ̥mis → *wurmiz «червь, змея».

| Праиндоевропейское состояние  | *p | *p | *t | *t | *k | *k | *kʷ | *kʷ | *s | *s |
| После действия закона Гримма  | *f | *f | *þ | *þ | *x | *x | *xʷ | *xʷ | *s | *s |
| После действия закона Вернера | *f | *β | *þ | *ð | *x | *ɣ | *xʷ | *ɣʷ | *s | *z |

Прагерманские согласные (в квадратные скобки взяты аллофоны фонем):
| Согласные     | Губные | Зубные | Альвеолярные | Палатальные | Велярные | Лабиовелярные |
| ------------- | ------ | ------ | ------------ | ----------- | -------- | ------------- |
| Взрывные      | p [b]  | t [d]  |              |             | k [g]    | kʷ gʷ         |
| Фрикативные   | ɸ β    | θ ð    | s z          |             | x ɣ      | xʷ            |
| Носовые       | m      | n      |              |             | [ŋ]      |               |
| Плавные       |        | l      | r            |             |          |               |
| Аппроксиманты | w      |        |              | j           |          |               |

Звук, традиционно записываемый как *f, вероятно, был губно-губным (ɸ) и по-видимому, уже в отдельных германских языках (возможно, за исключением готского) перешёл в губно-зубной.
Взрывные звуки «b», «d» и «g» являются аллофонами фонем «β», «ð» и «ɣ» соответственно. Взрывные выступали при геминации, в позиции после носового согласного, «d» также после «l» и «z»; «b» и «d» также находились в анлауте.
Звук «ŋ» является аллофоном «n» перед заднеязычными согласными.

#### Простые гласные
|                         | Переднего ряда     | Среднего ряда | Заднего ряда |
| ----------------------- | ------------------ | ------------- | ------------ |
| Верхнего подъёма        | [i(ː)]             |               | [u(ː)]       |
| Верхне-среднего подъёма | [e(ː)] ([eː] = ē²) |               | [oː]         |
| Нижне-среднего подъёма  | [æː] (ǣ = ē¹)      |               |              |
| Нижнего подъёма         |                    | [a]           |              |

- В прагерманском было четыре кратких гласных (i, u, e, a) и четыре или пять долгих (ī, ū, ē, ō; также, возможно, ǣ).
- Праиндоевропейские «a» и «o» совпали в прагерманском «a», праиндоевропейские «ā» и «ō» совпали в прагерманском «ō».
- «ǣ» и «ē» также записываются как «ē¹» и «ē²»; «ē²», возможно, не было отдельной фонемой и реконструируется лишь для небольшого количества слов.

#### Дифтонги
Результатом совпадения «a» и «o», «ā» и «ō» явилась утрата прагерманским языком дифтонгов *oi, *ou, *āi и *āu, которые совпали с *ai, *au, *ōi, *ōu соответственно. Кроме того, монофтонгизировался дифтонг *ei, который дал *ī. Таким образом, в прагерманском языке на поздних стадиях его существования было лишь четыре дифтонга.

#### Ударение
В прагерманском языке свободное индоевропейское ударение в определённый период сменилось фиксированным на первом слоге. Тем не менее, определённые сведения о месте ударения в прагерманских словах можно почерпнуть благодаря закону Вернера. Эти сведения соответствуют ведийским и древнегреческим данным.

### Морфология

#### Имя существительное
В прагерманском языке существительные изменялись по двум числам (единственное и множественное) и шести падежам (именительный, родительный, дательный, винительный, звательный и творительный). Как и в праиндоевропейском, существовало три рода: мужской, женский и средний. Склонение в целом продолжало индоевропейское, хоть и наблюдается определённое упрощение. Большинство чередований по аблауту было устранено. Склонение делилось на типы в зависимости от тематического гласного.
Распределение типов склонения по родам:
| основа \ род     | мужской   | средний   | женский   |
| ---------------- | --------- | --------- | --------- |
| *-a-             | зелёная ✓ | зелёная ✓ | ❌        |
| *-ō-             | ❌        | ❌        | зелёная ✓ |
| *-ī- / *-jō-     | ❌        | ❌        | зелёная ✓ |
| *-i-             | зелёная ✓ | зелёная ✓ | зелёная ✓ |
| *-u-             | зелёная ✓ | зелёная ✓ | зелёная ✓ |
| *-n-             | зелёная ✓ | зелёная ✓ | зелёная ✓ |
| *-r / n-         | ❌        | зелёная ✓ | ❌        |
| *-r-             | зелёная ✓ | ❌        | зелёная ✓ |
| *-z-             | ❌        | зелёная ✓ | ❌        |
| согласные основы | зелёная ✓ | зелёная ✓ | зелёная ✓ |

Склонение основ мужского рода на *-a- на примере слова «волк»:
| Языки   | Языки   | Языки              | Языки              | Языки              | Языки                | Реконструкции       | Реконструкции |
|         | Готский | Древне- исландский | Древне- английский | Древне- саксонский | Древне- верхнемецкий | Рамат               | Риндж         |
| ------- | ------- | ------------------ | ------------------ | ------------------ | -------------------- | ------------------- | ------------- |
| И. ед.  | wulfs   | ulfr               | wulf               | wulf               | wolf                 | *wulfaz             | *-az          |
| Р. ед.  | wulfis  | ulfs               | wulfes             | wulƀes             | wolfes               | *wulfiza / *wulfaza | *-as          |
| Д. ед.  | wulfa   | ulfi               | wulfe              | wulƀe              | wolfe                | *wulfai / *wulfē    | *-ai          |
| В. ед.  | wulf    | ulf                | wulf               | wulf               | wolf                 | *wulfaⁿ             | *-ą           |
| Тв. ед. |         |                    | wulfe              | wulƀu              | wolfu                | *wulfo              | *-ō           |
| И. мн.  | wulfōs  | ulfar              | wulfas             | wulƀos             | wolfā                | *wulfos / *wulfoz   | *-o̿z          |
| Р. мн.  | wulfē   | ulfa               | wula               | wulƀo              | wolfo                | *wulfoⁿ             | *-ǫ̿           |
| Д. мн.  | wulfam  | ulfom              | wulfum             | wulƀum             | wolfum               | *wulfamiz           | *-amaz        |
| В. мн.  | wulfans | ulfa               | wulfas             | wulƀos             | wolfā                | *wulfanz            | *-anz         |

Д. Риндж реконструирует для множественного числа также творительный падеж с окончанием *-amiz, а для единственного числа звательный падеж с нулевым окончанием.
Склонение основ на *-i- на примере слова «гость»:
| Языки   | Языки   | Языки              | Языки              | Языки              | Языки                | Реконструкции | Реконструкции |
|         | Готский | Древне- исландский | Древне- английский | Древне- саксонский | Древне- верхнемецкий | Рамат         | Риндж         |
| ------- | ------- | ------------------ | ------------------ | ------------------ | -------------------- | ------------- | ------------- |
| И. ед.  | gasts   | gestr              | giest              | gast               | gast                 | *gastiz       | *gastiz       |
| Р. ед.  | gastis  | gests              | giestes            | gastes             | gastes               | *gastiza      | *gastīz       |
| Д. ед.  | gasta   | gest               | gieste             | gaste              | gaste                | *gastai       | *gastī        |
| В. ед.  | gast    | gest               | giest              | gast               | gast                 | *gastiⁿ       | *gastį        |
| Тв. ед. |         |                    | gieste             | gasti              | gast(i)u             | *gastī        | *gastī        |
| И. мн.  | gasteis | gester             | giestas            | gesti              | gesti                | *gastijiz     | *gastīz       |
| Р. мн.  | gastē   | gesta              | giesta             | gestio             | gestio               | *gastioⁿ      | *gastijǫ̿      |
| Д. мн.  | gastim  | gestom             | giestum            | gestium            | gestim               | *gastimiz     | *gastimaz     |
| В. мн.  | gastins | geste              | giestas            | gesti              | gesti                | *gastinz      | *gastinz      |

Д. Риндж реконструирует для множественного числа также творительный падеж с окончанием *-imiz, а для единственного числа звательный падеж с окончанием *-i.

#### Имя прилагательное
Прилагательные согласовывались с существительными по роду, числу и падежу. Характерной германской инновацией является контраст между «сильными» и «слабыми» прилагательными. Слабые прилагательные склонялись по типу на *-n- и имели обособляющее, выделительное значение.

#### Числительное
Числительные от 1 до 4 в прагерманском склонялись и изменялись по родам, в основном продолжая праиндоевропейское состояние:
- пра-и.е. *h1oɪ̯nos «один» → *ainaz;
- пра-и.е. *dwo- «два» → *twa;
- пра-и.е. *trejes «три» → *þrijiz → *þrīz;
- пра-и.е. *kwetwores «четыре» → fiðwor.

Числительные от 5 до 10 не склонялись:
- *fimf «пять»;
- *sehs «шесть»;
- *sebun «семь»;
- *ahtōu «восемь»;
- *ne(w)un «девять»;
- *tehun «десять».

Числительные 11 и 12 образовывались при помощи глагольной основы *likw- «оставлять», что является балто-германской изоглоссой:
- *ainlif «одиннадцать»;
- *twalif «двенадцать».

Числительные от 13 до 19 являлись сложениями названий единиц со словом «десять».

#### Местоимение
Личные местоимения сравнительно хорошо продолжают праиндоевропейское состояние, в том числе, сохраняют двойственное число.
Реконструкция склонения личных местоимений:
|        | 1-e лицо   | 2-е лицо   | возвратное |
| ------ | ---------- | ---------- | ---------- |
| И. ед. | *ék ~ ik   | *þū        |            |
| Д. ед. | *miz       | *þiz       | *siz       |
| В. ед. | *mék ~ mik | *þék ~ þik | *sék ~ sik |
| И. дв. | *wét ~ wit | *jut       |            |
| Д. дв. | *unkiz     | *inkʷiz    |            |
| В. дв. | *unk       | *inkʷ      |            |
| И. мн. | *wī́z ~ wiz | *jūz       |            |
| Д. мн. | *unsiz     | *izwiz     |            |
| В. мн. | *uns       | *iz        |            |

Вместо форм родительного падежа использовались формы притяжательных местоимений *mīnaz «мой», *þīnaz «твой», *sīnaz «свой», *unkeraz «наш» (дв. ч.), inkʷeraz «ваш» (дв. ч.), *unseraz «наш» (мн. ч.), *izweraz «ваш» (мн. ч.).
Склонение указательного местоимения «этот» в мужском роде:
| Языки   | Языки   | Языки              | Языки              | Языки              | Языки                | Реконструкции   | Реконструкции |
|         | Готский | Древне- исландский | Древне- английский | Древне- саксонский | Древне- верхнемецкий | Рамат           | Риндж         |
| ------- | ------- | ------------------ | ------------------ | ------------------ | -------------------- | --------------- | ------------- |
| И. ед.  | sa      | sā                 | se                 | se, the            | der                  | *sa             |               |
| Р. ед.  | þis     | þess               | þæs                | thes               | des                  | *þes(a)         |               |
| Д. ед.  | þamma   | þeim               | þām, þǣm           | them(u)            | demu                 | *þesmo / *þasmo |               |
| В. ед.  | þana    | þann               | þone               | þena               | den                  | *þenoⁿ / *þanoⁿ |               |
| Тв. ед. |         |                    |                    | thiu               |                      | *þio            |               |
| М. ед.  |         |                    | þȳ, þon            |                    |                      | *þī             |               |
| И. мн.  | þai     | þeir               | þā                 | the, thia          | die                  | *þai            |               |
| Р. мн.  | þizē    | þeira              | þāra, þǣra         | thero              | dero                 | *þezoⁿ          |               |
| Д. мн.  | þaim    | þeim               | þām, þǣm           | them               | dēm                  | *þemiz, *þaimiz |               |
| В. мн.  | þans    | þā                 | þā                 | the, thia          | die                  | *þans           |               |

Склонение указательного местоимения «этот» в женском роде:
| Языки  | Языки   | Языки              | Языки              | Языки              | Языки                | Реконструкции | Реконструкции |
|        | Готский | Древне- исландский | Древне- английский | Древне- саксонский | Древне- верхнемецкий | Рамат         | Риндж         |
| ------ | ------- | ------------------ | ------------------ | ------------------ | -------------------- | ------------- | ------------- |
| И. ед. | so      | sū                 | sēo, sīo           | thiu               | diu                  | *so           |               |
| Р. ед. | þizos   | þeirar             | þǣre               | thera              | dera                 | *þezoz        |               |
| Д. ед. | þizai   | þeire              | þǣre               | theru              | deru                 | *þezai        |               |
| В. ед. | þo      | þā                 | þā                 | thea               | dea                  | *þoⁿ          |               |
| И. мн. | þos     | þǣr                | þā                 | the, thia          | die                  | *þoz          |               |
| Р. мн. | þizo    | þeira              | þāra, þǣra         | thero              | dero                 | *þaizoⁿ       |               |
| Д. мн. | þaim    | þeim               | þām, þǣm           | them               | dēm                  | *þaimiz       |               |
| В. мн. | þos     | þǣr                | þā                 | the, thia          | die                  | *þoz          |               |

Склонение указательного местоимения «этот» в среднем роде:
| Языки   | Языки   | Языки              | Языки              | Языки              | Языки                | Реконструкции | Реконструкции |
|         | Готский | Древне- исландский | Древне- английский | Древне- саксонский | Древне- верхнемецкий | Рамат         | Риндж         |
| ------- | ------- | ------------------ | ------------------ | ------------------ | -------------------- | ------------- | ------------- |
| И. ед.  | þata    | þat                | þæt                | that               | daz                  | *þat          |               |
| В. ед.  | þata    | þat                | þæt                | that               | daz                  | *þat          |               |
| Тв. ед. | þē      |                    |                    | thiu               | diu                  | *þē           |               |
| М. ед.  |         | þ(u)ī              | þȳ, þon            |                    |                      | *þī           |               |
| И. мн.  | þo      | þau                | þā                 | thiu               | diu                  | *þo, *þio     |               |
| В. мн.  | þo      | þau                | þā                 | thiu               | diu                  | *þo, *þio     |               |

#### Глагол
Прагерманские глаголы делятся на следующие группы:
- сильные глаголы;
- слабые глаголы;
- претеритно-презенсные глаголы;
- неправильные глаголы.

В прагерманском было всего два времени (прошедшее и настоящее) и три наклонения (изъявительное, повелительное и сослагательное). Кроме того, у глагола была форма инфинитива.
Спряжение глагола beranan «нести»:
| лицо/число | единственное                | множественное       |
| ---------- | --------------------------- | ------------------- |
| 1-е        | *berō «я несу»              | *beromiz «мы несём» |
| 2-е        | *beriz «ты несёшь»          | *beriþ «вы несёте»  |
| 3-е        | *beriþ «он, она оно, несёт» | *beranþ «они несут» |

#### Предлоги
Реконструируются следующие предлоги:
- *frama «от» → гот. fram, др.-сакс. fram, др.-в.-нем. fram, др.-англ. from;
- *með(i) «с» → гот. miþ, др.-сканд. með, др.-англ. mid, др.-в.-нем. mit(i);
- *under «под» → гот. undar, др.-сакс. undar, др.-англ. under, др.-фриз. under, др.-в.-нем. unter;
- *to, *ta «к» → др.-сакс. tō, др.-англ. tō, др.-фриз. tō, др.-в.-нем. zuo;
- *ūt «из» → гот. ūt, др.-сканд. ūt, др.-англ. ūt, др.-фриз. ūt, др.-в.-нем. ūz.

#### Союзы
Реконструируются следующие союзы:
- *endi / *undi «и» → англ. and «и», нем. und «и», нидерл. en «и»;
- *auk «также, и» → дат. og, англ. eke «также», нем. auch «также», нидерл. ook;
- *þaux «но» → англ. though «хотя», нем. doch «однако», дат. dog, швед. dock;
- *iƀa / *uƀa «если» → исл. ef, англ. if «если», нидерл. of, нем. ob «ли».

### Синтаксис
По сравнению с праиндоевропейским состоянием прагерманский синтаксис изменился мало. По-прежнему базовым порядком слов был SOV, прилагательное ставилось перед существительным, продолжал действовать закон Ваккернагеля.

### Лексика
Словарный фонд прагерманского языка несёт в себе следы контактов прагерманцев с соседними народами: римлянами, кельтами, славянами.
Антуан Мейе полагал, что эпоха интенсивных кельтско-германских контактов приходится на V—III века до н. э. В это время германцы заимствовали такие слова, как: *ambaxtaz «слуга», *īsarnan «железо» ← пракельт. *īsarno-, *lēkjaz «врач» ← пракельт. *lēgi- (согласно альтернативной этимологии, восходит к прагерм. *lekan- «течь, протекать»), *rīkz «король» ← пракельт. *rēg-, *brunjōn «нагрудник», *gīslaz «залог» (согласно альтернативной этимологии, восходит к пра-и.е. *gheidhtlos), *walxaz «чужестранец» (заимствовано из названия племени вольков), *Rīnaz «Рейн».
Некоторое количество слов было заимствовано прагерманцами из латыни, в основном они относятся к сфере торговли: *Rūmōnīz «римляне», *pundan «фунт», *katilaz «котёл», *kaup- «покупать».
Имеется предположение о наличии иранских заимствовании в прагерманском. Сюда относят слова *paθaz «тропа» и *wurstwan «работа».